# فواز المقاطي
فواز بن نايف بن متلع المقاطي العتيبي لاعب كرة قدم سعودي ولد في الطائف. لعب في نادي الأهلي السعودي دون سن الثالث والعشرين يلعب ظهير أيسر، وانضم للمنتخب السعودي الأولمبي. لعب بعد الأهلي لأندية نجران و الحزم، ويلعب حالياً لـنادي القادسية السعودي.

## أولمبياد بكين
شارك مع المنتخب السعودي خلال فترة تصفيات أولمبياد بكين 2008م واًستبعد من المنتخب بعد قضائه فترة معينة في المعسكر الإعدادي للمنتخب.

## روابط خارجية
- فواز المقاطي على موقع Soccerway.com (الإنجليزية)